# LIII Puchar Gordona Bennetta (balonowy)
53 Puchar Gordona Bennetta – zawody balonów wolnych o Puchar Gordona Bennetta zorganizowane w Genewie w Szwajcarii. Start nastąpił 4 września 2009 roku.

## Uczestnicy
Wyniki zawodów.
| Zajęte miejsce | Balon                  | Załoga Pilot Pomocnik pilota             | Kraj              | Czas lotu [h] | Odległość [km]  | Miejsce lądowania                                                                     |
| -------------- | ---------------------- | ---------------------------------------- | ----------------- | ------------- | --------------- | ------------------------------------------------------------------------------------- |
| 1.             | F-PPSE Golden Eyes     | Sébastien Rolland Vincent Leys           | Francja           | ?             | 1588,29         | Na północny zachód od Lagos (POR)                                                     |
| 2.             | HB-QHJ Spelterini      | Kurt Frieden Pascal Witpraechtiger       | Szwajcaria        | 77:00         | 1571,88         | Na północny zachód od Marmelete (POR)                                                 |
| 3.             | N707GH All White       | Mark Sullivan Cheryl White               | Stany Zjednoczone | ?             | 1529,56         | Na północny wschód od Faro (POR)                                                      |
| 4.             | D-OWML Münsterland     | Andy Cayton Sam Canders                  | Stany Zjednoczone | ?             | 1295,96         | Na północny zachód od Kordoby (ESP)                                                   |
| 5.             | HB-QHP Ajoie           | Christian Stoll Walter Mattenberger      | Szwajcaria        | 80:07         | 1180,43         | Santa Elena (ESP)                                                                     |
| 6.             | D-OWNT                 | Janet Folkes Ann Rich                    | Wielka Brytania   | ?             | 1106,40         | La Alberca (ESP)                                                                      |
| 7.             | D-OCFT Kandersteg      | Max Krebs Walter Vollenweider            | Szwajcaria        | 40:00         | 936,36          | Na południe od Walencji (ESP)                                                         |
| 8.             | D-OFVA                 | Josef Höhl Georg Sellmaier               | Niemcy            | 20:50         | 751,52          | Sardynia (ITA)                                                                        |
| 9.             | D-OWBI Columbus V      | Wilhelm Eimers Ulrich Seel               | Niemcy            | 15:45         | 712,08          | Minorka (ESP)                                                                         |
| 10.            | D-OSTZ                 | Tomas Hora Volker Loeschhorn             | Niemcy            | 16:46         | 709,72          | Minorka (ESP)                                                                         |
| 11.            | D-OBCW                 | David Hempleman-Adams Simon Carey        | Wielka Brytania   | ?             | 521,88          | l’Estartit (ESP)                                                                      |
| 12.            | G-JSEY Jersey          | Thierry Villey-Desmeserets Benoit Pelard | Francja           | ?             | 487,74          | Na południowy zachód od Perpignan (FRA)                                               |
| 13.            | D-OCOL Pirat (Veltins) | Barbara Fricke Peter Cuneo               | Stany Zjednoczone | 33:00         | 471,42          | Na południowy wschód od Perpignan (FRA)                                               |
| -              | D-ORZL Nicaero Nautilo | Gerald Stürzlinger Nikolaus Binder       | Austria           | 42:40         | dyskwalifikacja | Balony wylądowały poza wyznaczonym obszarem zawodów na północ od Tizi Wuzu w Algierii |
| -              | D-OCOX Belgica2        | Ronny van Havere Luc Van Geyte           | Belgia            | ?             | dyskwalifikacja | Balony wylądowały poza wyznaczonym obszarem zawodów na północ od Tizi Wuzu w Algierii |
| -              | OH-ENI Finn Pearl      | Olli Luoma Ben Mattsson                  | Finlandia         | 42:44         | dyskwalifikacja | Balony wylądowały poza wyznaczonym obszarem zawodów na północ od Tizi Wuzu w Algierii |